# Desmognathus monticola
Desmognathus monticola är en groddjursart som beskrevs av Dunn 1916. Desmognathus monticola ingår i släktet Desmognathus och familjen lunglösa salamandrar. IUCN kategoriserar arten globalt som livskraftig. Inga underarter finns listade i Catalogue of Life.